# Changua
La changua es un caldo de la gastronomía de Colombia, del altiplano cundiboyacense.

## Origen
Es un plato de origen mestizo, mezcla de cocina indígena, dado que muchos de los ingredientes de este caldo fueron introducidos por los españoles durante el reinado de Isabel de Castilla y del rey Fernando de Aragón,  como el cilantro, el pan de trigo, la cebolla, la leche también, dado que no había ganado vacuno, etc. Al tener esos ingredientes los indígenas mezclaron el agua con la leche, la cebolla, el cilantro y la sal, logrando 'una infusión de sabores'.
Este mestizaje culinario es igualmente considerado por Óscar Vega y Francy López que apunta, al respecto, "La base de la alimentación está en la papa, sopas hechas con cereales, como son los cuchucos. Como fuente de proteína se tiene la carne de res, cordero y otras especies menores, como el conejo y la gallina. La gastronomía del altiplano cundiboyacense surge de los indígenas muiscas y las tradiciones europeas. Los muiscas consumían una especie de sopa espesa, conocida actualmente como mazamorra, a base de maíz con adición de papa, como alimentos tradicionales condimentados con guasca (Galinsoga  parviflora) para  dar  el  sabor  picante. Con la llegada de europeos se adicionó el pollo y otros condimentos que transformaron las mazamorras en pucheros, y luego desarrollaron diferentes tipos de platos y sopas populares, como el ajiaco, el sancocho, la mazamorra, el mondongo, entre otros (15)." 
La changua (de las palabras muiscas, xie y nygua) se prepara fácilmente usando pocos ingredientes: leche, huevos, cebolla, sal, tostadas, mantequilla y cilantro. Es de destacar que existen variaciones de la changua, por ejemplo, en Santander se hace con leche cruda. En los Santanderes todavía se reservan las natas en una ollita de barro y esas natas las dejan fermentar a temperatura ambiente para luego echárselas a la changua. Por otro lado en Boyacá, con trocitos de pan y almojábana. En dónde el uso a la infusión de agua, leche, cilantro, cebolla, huevos y sal, se le agrega queso cortado en rodajas y trozos de pandeyuca. A esta variación de changua se le da el nombre de “cazuela”, según cuenta Clemencia Price, directora de la Academia Colombiana de Gastronomía.
Tradicionalmente se toma al desayuno y es acompañado con calado (pan redondo similar a la tostada) que se agrega al caldo al momento de servir en la mesa.
El caldo de huevo es una variante santandereana de la changua, que incluye papa en su preparación, y se acompaña usualmente de arepas de maíz pelado, también típicas de ese departamento.
Ingredientes:
1 taza de agua
2 tazas de leche
4 huevos
4 ramas de cilantro
Sal al gusto.
Hojas de cilantro.
Calados o pan tostado
Preparación:
En una olla mediana, se mezclan el agua y la leche, a fuego medio. Se agregan 3 ramas de cilantro y la parte blanca del puerro ancho. Se deja hervir, cuidando que no se rebose. Se agregan los huevos y se pone a fuego bajo, se cuecen los huevos hasta que estén a su gusto. Salpimentar a su gusto. Con cuidado se sirve en un cuenco o plato hondo, se colocan los trozos de pan tostado o calado y se le pone cilantro picado.